# Telaletes obscuratus
Telaletes obscuratus är en tvåvingeart som beskrevs av Munro 1957. Telaletes obscuratus ingår i släktet Telaletes och familjen borrflugor. Inga underarter finns listade i Catalogue of Life.